# De bevolkingsexplosie
De bevolkingsexplosie, originele Amerikaanse titel The population bomb, is een boek van Paul Ralph Ehrlich en Anne Howland Ehrlich over de gevolgen en mogelijke gevaren van een ongelimiteerde groei van de wereldbevolking, overconsumptie en de uitputting van natuurlijke hulpbronnen. Het boek verscheen in de Verenigde Staten in 1968, en de Nederlandse vertaling in 1971. Er zijn wereldwijd ruim 2 miljoen exemplaren verkocht.
In dit boek werd een wereldwijde hongersnood voorspeld voor de jaren 70 en 80 in de twintigste eeuw als gevolg van overbevolking en andere grote maatschappelijke ontwikkelingen zoals voedselschaarste, uitputting van grondstoffen en milieuvervuiling. Een groot deel van het boek is gewijd aan de beschrijving van de voedsel- en veiligheidssituatie, die als "zich verslechterend" wordt geanalyseerd. De auteurs bepleitten onmiddellijke actie om de bevolkingsgroei te beperken, zowel door bestuurlijke instanties als door de bevolking zelf.

Grafiek van de menselijke bevolking van 10.000 v Chr. tot 2017. Het toont de extreem sterke bevolkingsgroei sinds de 18e eeuw.

## Achtergronden
Bezorgdheid en waarschuwingen voor een wereldwijde "bevolkingsexplosie" deden in de Verenigde Staten opgang vanaf de jaren 50 met boeken als Our Plundered Planet (1948) van Fairfield Osborn, Road to Survival (1948) van William Vogt en Silent Spring (1952) van milieubewegingspionier Rachel Carson. Een pamflet uit 1954 van ondernemer en politicus Hugh Moore met de titel The Population Bomb is Everyone's Baby werd in America 2 miljoen maal verkocht. Het boek van de Ehrlichs maakte het onderwerp echter bij nog grotere groepen wereldwijd bekend en legde een koppeling tussen de begrippen explosie of bom met die van bevolkingsgroei.
Bij verschijnen werd het boek bekritiseerd vanwege zijn alarmistische toon en decennia later vanwege de onnauwkeurige voorspellingen. Paul en Anne Ehrlich blijven echter achter de basisideeën in het boek staan en schreven in 2009 dat mensen met kritiek nalaten de juiste berekeningen uit te voeren; "misschien wel de ernstigste fout in The Bomb is dat het veel te optimistisch over de toekomst is". Ze geven toe dat hun voorspelling van een grote wereldwijde hongersnood slechts in zwakke vorm is uitgekomen, vooral door verbetering in de technieken van voedselproductie. Maar ze hebben hun doelen bereikt op het gebied van de milieukwestie in het wereldwijde maatschappelijke debat over de menselijke toekomst en wat betreft het remmen van de bevolkingsgroei. Ook hun waarschuwing dat het een mythe is dat door grootschalige oceaanbevissing het voedselprobleem zou kunnen worden opgelost, is bewaarheid en ze waren voorlopers bij het vooruitzien van grote epidemieën.
Als grootste vergissing zien ze de titel van het boek, een opgelegde keus van de uitgever. De titel was goed voor de verkoop maar men dacht dat de focus van de schrijvers op bevolkingsaantallen lag in plaats van op het hele traject van menselijk ingrijpen in de natuur.

## Inhoud
Omdat de bestaande bevolking onvoldoende zou worden gevoed en omdat deze snel groeit, zou het onwaarschijnlijk zijn dat de voedselproductie toereikend kan worden verbeterd: de groeiende wereldbevolking zou escalerende spanningen oproepen en daarom diende die groei te worden beheerst, de groeisnelheid tot nul te worden teruggebracht of zelfs negatief te worden gemaakt. Tegelijkertijd diende de voedselproductie te worden opgevoerd. Om beschuldigingen van hypocrisie of racisme te voorkomen, dienden de VS zelf het voortouw te nemen bij inspanningen om de bevolkingsgroei te verminderen. De Ehrlichs zinspeelden zelfs op een toedienen van "tijdelijke sterilisatiemiddelen" aan de drinkwatervoorziening of het basisvoedsel, maar verwierpen dit als onpraktisch vanwege "criminele ontoereikendheid van biomedisch onderzoek op dit gebied."
Een serieuzere suggestie was de invoering van een belasting op extra kinderen in een gezin, evenals het heffen van weeldebelasting op artikelen voor kinderverzorging. Daarnaast werden prikkels voorgesteld voor personen die instemmen met vrijwillige permanente sterilisatie voordat ze twee kinderen zouden krijgen, evenals een verscheidenheid aan andere financiële prikkels. De oprichting van een Ministerie voor Bevolking en Milieu werd bepleit, dat bevoegdheden moest krijgen om het nodige te doen voor het bereiken van een "redelijke bevolkingsomvang" in de Verenigde Staten en de achteruitgang van het milieu te bestrijden. Dat ministerie zou ook onderzoek naar geboortebeperking moeten ondersteunen, zoals betere voorbehoedsmiddelen, massa-steriliserende middelen en prenatale geslachtsherkenning.